# 4ROOMS
4ROOMS（フォールームス）は、TOKYO FMで2010年4月1日から2010年9月30日まで放送されていたラジオ番組。
TOKYO FMの40周年に伴う番組改編によりスタート。放送時間は月 - 木曜 16:00 - 19:00で、渋谷スペイン坂スタジオでの公開生放送。4つの部屋の探偵事務所という設定で、リスナーから依頼を受けた調査依頼を、取材や中継などを交えて番組独自に徹底調査する番組。
平日の夕方の三時間のワイド帯番組で、吉本興業の人気若手芸人を日替わりで各曜日パーソナリティに配置、TOKYO FM40周年記念番組として、破格の体制で制作された。多くの観客を集めた渋谷スペイン坂スタジオでの公開生放送が話題となったが、６ヶ月の短期間で終了した。
後番組は、堀内貴之のパーソナリティに「シンクロのシティ」を放送した。

## パーソナリティ
- （月）ロッチ
- （火）パンクブーブー
- （水）NON STYLE
- （木）しずる
- （月）-（木）秘書：Chigusa

## タイムテーブル
- 16:00 オープニング
- 16:28 TOKYO FM トラフィック
- 16:53 NEWS + TOKYO FM トラフィック
- 17:00 「ザツ5時バトル！」
- 17:28 TOKYO FM トラフィック
- 17:30 「山崎まさよし GREETING MELODIES」
- 17:56 TOKYO FM トラフィック
- 18:09 「PARCO People File」
- 18:29 TOKYO FM トラフィック
- 18:54 TOKYO FM トラフィック

| TOKYO FM 月曜 - 木曜 16:00 - 19:00枠 | TOKYO FM 月曜 - 木曜 16:00 - 19:00枠 | TOKYO FM 月曜 - 木曜 16:00 - 19:00枠       |
| 前番組 | 番組名                               | 次番組                                     |
| --- | ------------------------------------ | ------------------------------------------ |
| WONDERFUL WORLD （2007年4月 - 2010年3月） ※16:00 - 18:50あぐりずむ （2010年1月 - 3月） ※18:50 - 19:00 【14:20 - 14:30枠に移動して継続】 | 4ROOMS （2010年4月 - 9月）           | シンクロノシティ （2010年9月 - 2019年9月） |